# 郑正秋

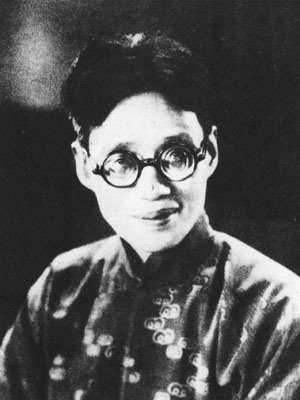
郑正秋

郑正秋（1889年1月25日—1935年7月16日），字芳泽，號伯常，筆名、藝名藥風，男，广东潮阳人，生于上海，中国电影事业奠基人之一，中国家庭伦理片的开拓者和创始人。

## 生平
郑正秋是广东潮阳县成田鎮上盐汀村（现汕頭市潮南区成田镇）人。他的祖父是早期上海滩著名潮商郑介臣，他曾在《民言报》任剧评主笔，自办《图书剧报》、《民权画报》。
1913年，编写《难夫难妻》电影剧本，并与张石川合作导演了此片，这也是中国第一部短故事片。另外第一部长故事片《黑籍冤魂》、第一部有声故事片《歌女红牡丹》都出自他的手中。一生共导演过53部影片，还曾在电影《苦儿弱女》、《诱婚》、《掷果缘》中扮演角色。1922年3月由他与张石川、周剑云、郑鹧鸪、任矜苹上海贵州路7号亭子间创办了明星影片公司。

## 主要作品
| 年份 | 电影名     | 备注                                                         |
| ---- | ---------- | ------------------------------------------------------------ |
| 1913 | 难夫难妻   | 与张石川合作导演                                             |
| 1923 | 孤儿救祖记 | 编剧                                                         |
| 1927 | 血泪碑     |                                                              |
| 1928 | 黑衣女侠   | 与程步高合作导演                                             |
| 1928 | 白云塔     | 与张石川合作导演                                             |
| 1929 | 侠女救夫人 |                                                              |
| 1934 | 姊妹花     |                                                              |
| 1934 | 女儿经     | 与张石川、姚苏凤、程步高、李萍倩、陈铿然、沈西苓等人合作导演 |
| 1935 | 热血忠魂   | 与张石川、程步高、李萍倩、沈西苓等人合作导演                 |